# 潘昱旻
潘昱旻（？—），男，中华人民共和国外交官，现任中华人民共和国驻斯特拉斯堡总领事。

## 生平
潘昱旻曾任驻加蓬大使馆政务参赞兼首席馆员、驻刚果（金）大使馆政务参赞兼首席馆员和外交部非洲司参赞兼二级巡视员。2022年9月，出任中华人民共和国驻斯特拉斯堡总领事。